# Municipio de Davis (condado de Starke)
El municipio de Davis (en inglés: Davis Township) es un municipio ubicado en el condado de Starke en el estado estadounidense de Indiana. En el año 2010 tenía una población de 1043 habitantes y una densidad poblacional de 11,19 personas por km².

## Geografía
El municipio de Davis se encuentra ubicado en las coordenadas 41°23′10″N 86°38′44″O / 41.38611, -86.64556. Según la Oficina del Censo de los Estados Unidos, el municipio tiene una superficie total de 93.2 km², de la cual 92,95 km² corresponden a tierra firme y (0,26 %) 0,24 km² es agua.

## Demografía
Según el censo de 2010, había 1043 personas residiendo en el municipio de Davis. La densidad de población era de 11,19 hab./km². De los 1043 habitantes, el municipio de Davis estaba compuesto por el 97,7 % blancos, el 0,48 % eran amerindios, el 0,1 % eran asiáticos, el 0,1 % eran de otras razas y el 1,63 % eran de una mezcla de razas. Del total de la población el 2,11 % eran hispanos o latinos de cualquier raza.